# Міцуо Савамото
Міцуо Савамото (1951 , Кіото ) — японський хімік, який спеціалізується у галузі хімії полімерів, почесний професор Кіотського університету, професор Університету Чубу.

## Раннє життя та освіта
Савамото народився в Кіото, Японія, 12 грудня 1954 року. 
Здобув ступінь бакалавра, магістра та доктора філософії в 1974, 1976 і 1979 роках відповідно у Кіотському університеті.

## Кар'єра
1980 — 1981 рік працював докторантом в Акронському університеті, ставши професором в Акроні в 1981 році. 
Через десять років він перейшов до Вищої інженерної школи Кіотського університету, де був професором хімії полімерів.
2008 — 2010 рр Савамото обіймав посаду президента Японського товариства полімерних наук (SPSJ). 
На початок 2020-х член Наукової ради Японії. 
Один із редакторів Journal of Polymer Science. 

## Дослідження
В 1995 році Савамото
 
та Кшиштоф Матяшевський

повідомили про радикальну полімеризацію з переносом атомів (ATRP) майже одночасно й незалежно.
До 2008 року Савамото опублікував понад 350 оригінальних робіт і понад 30 систематичних рецензій. 
Серед них, у галузі органічної хімії , його загальний час цитування (1997-2001) займав перше місце в Японії та третє у світі.

## Нагороди та визнання
- 1997: премія Товариства полімерних наук[en], Японія;
- 1999: премія Хімічного товариства Японії;
- 2002: премія Артура К. Дуліттла (Королівське хімічне товариство);
- 2012: медаль Великої Британії Macro Group за видатні досягнення в галузі полімерної науки;
- 2013: премія SPSJ за видатні досягнення у полімерній науці та техніці;
- 2014: премія NIMS[en];
- 2015: медаль з пурпуровою стрічкою;
- 2016: премія Гумбольдта;
- 2017: медаль Бенджаміна Франкліна спільно з Кшиштоф Матяшевський;
- 2021: Clarivate Citation Laureates;